# Tunnel Maurice-Lemaire
Pour les articles homonymes, voir Lemaire.
Le tunnel Maurice-Lemaire, communément appelé tunnel de Sainte-Marie-aux-Mines, long de 6 950 mètres, permet de traverser le massif vosgien en son milieu. De son ouverture en 1937 à 1976, ce fut un tunnel ferroviaire de la ligne de Sélestat à Lesseux - Frapelle. Transformé ensuite en ouvrage d'art routier, il fut le plus long tunnel routier situé intégralement sur le territoire français jusqu'à l'ouverture du tunnel Duplex A86. Il doit son nom actuel à Maurice Lemaire, ancien directeur général de la SNCF, député des Vosges de 1951 à 1978 et plusieurs fois ministre sous la Quatrième République, qui a œuvré pour sa vente de la SNCF aux collectivités territoriales.

## Le tunnel ferroviaire
Les premiers projets datent de 1866, peu après l'arrivée du chemin de fer dans les hautes vallées vosgiennes, mais la guerre franco-prussienne de 1870 puis l'annexion de l'Alsace-Lorraine empêchèrent toute évolution.
Charles Regnauld, sous-directeur des Chemins de Fer d'Alsace-Lorraine, a réalisé les plans et a dirigé les travaux du tunnel ferroviaire.
Le tunnel a été ouvert au trafic ferroviaire le 8 août 1937 pour permettre la liaison entre les gares de Lesseux - Frapelle, dans les Vosges, et de Sainte-Marie-aux-Mines, dans le Haut-Rhin. Son entrée vosgienne est située sur le territoire de la commune de Lusse. Bien que la liaison ferroviaire concernée ait été prévue à voie unique, le tunnel a été percé au gabarit "double voie", ce qui était fréquemment le cas dans les ouvrages de grande longueur pour en améliorer la ventilation et anticiper une éventuelle mise à double voie. Cette caractéristique sera en outre extrêmement utile pour la transformation ultérieure de l'ouvrage en tunnel routier.
Inauguré en grande cérémonie par le président de la République Albert Lebrun, il donnait passage à la liaison ferrée de Sélestat à Lesseux - Frapelle (ligne reliant Nancy, Saint-Dié, Sélestat, Colmar et Fribourg-en-Brisgau).
Une liaison par autorails Colmar ↔ Nancy permettait la correspondance avec les trains rapides Strasbourg ↔ Paris.
Entre mars et septembre 1944, dans le cadre de la réorganisation de l'industrie de guerre nazie par les SS, le tunnel abrita une usine de carter d'avions dont les ouvriers étaient des déportés. Un camp fut construit devant l'entrée Est du tunnel par les détenus eux-mêmes. Ce kommando, dépendant du camp de concentration du Struthof, fut évacué en septembre 1944 vers Dachau à cause de l'avancée des troupes américaines.
La ligne de chemin de fer passant par le tunnel fut fermée le 2 juin 1973 et le tunnel revendu aux collectivités territoriales, ce qui permit à la SNCF de réaliser une bonne opération financière.
Une association FERLOR, créée à Nancy, tenta de mobiliser les élus et les médias contre cette suppression de la liaison ferroviaire Nancy-Colmar. Malgré quelques échos favorables, dont un article dans Le Monde, elle ne put rien faire contre une décision inspirée par le député local, Maurice Lemaire, polytechnicien, ancien patron de la SNCF devenu apôtre du transport routier, soutenu par Louis Armand (ancien président directeur général de la SNCF).

## Le tunnel routier
Sous la pression conjointe des services parisiens de l'Équipement, du conseil général des Vosges présidé par Maurice Lemaire (ancien Directeur général de la SNCF) et de Louis Armand (ancien président directeur général de la SNCF), une Société d'étude du tunnel de Sainte-Marie-aux-Mines fut créée en 1966  en vue de l'exploitation ferro-routière de l'ouvrage. Elle a évolué en société d'économie mixte en 1971 afin de pouvoir procéder aux transformations nécessaires selon une formule approuvée en Conseil d'État le 23 avril 1973. Il avait été prévu comme tunnel mixte ferroviaire et routier, mais il a été ouvert au trafic uniquement routier le 7 février 1976. Depuis 1981, l'exploitation routière est concédée à l'APRR, initialement jusqu'au 31 décembre 2022, puis étendue au 30 novembre 2035 depuis le 1er février 2023 en échange d'une baisse de tarif significative, surtout pour les camions (véhicules de classe 4).

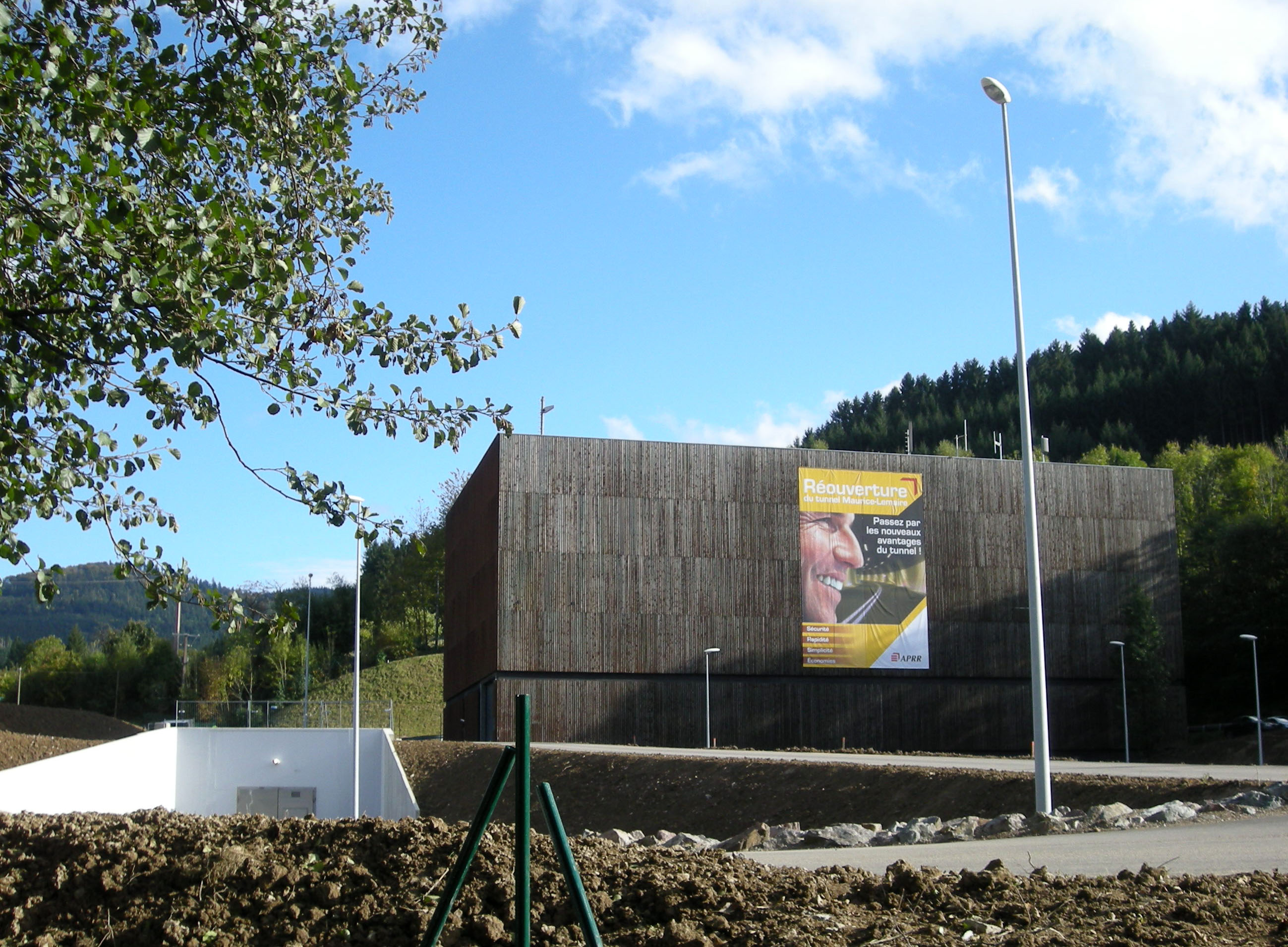
Vers l'entrée du tunnel, du côté vosgien (2008).

Avec un trafic annuel moyen de 3 400 véhicules par jour, dont 40 % de poids lourds[réf. nécessaire], ce tunnel est un acteur économique majeur pour les échanges transvosgiens. Les grumes, les hydrocarbures et autres matières dangereuses y sont interdits et passent par les cols. La vitesse maximale autorisée est de 70 km/h pour une vitesse minimale obligatoire de 50 km/h, afin de garantir la fluidité du trafic dans le tunnel. Des radars de vitesse y sont installés.
La catastrophe du tunnel du Mont-Blanc a conduit à revoir la sécurité. Dans un premier temps, les poids lourds de 3,5 tonnes ont été interdits puis tous les véhicules à compter de 19 avril 2004 afin de réaliser des installations de sécurité. Il s'agissait de percer un tunnel secondaire de six mètres de diamètre qui sert maintenant de voie de secours. D'autre part, des zones de retournement ont été percées régulièrement dans l'ancien tunnel ainsi que des accès à la voie de secours. Les travaux entrepris ont duré jusqu'en octobre 2008.
Le doublement aurait coûté 300 millions d'€. Le transit international a été dévié hors massif vosgien sur l'A4 au nord et l'A36 au sud[réf. nécessaire].
Après quatre années d'études et cinq années de travaux, le tunnel Maurice-Lemaire est de nouveau ouvert à la circulation depuis le 1er octobre 2008, faisant suite à la mobilisation d'élus locaux parmi lesquels le conseiller général alsacien François Tacquard.

### Ventilation
Lors de la conversion du tunnel ferroviaire en tunnel routier dans les années 1970 des caissons de ventilation ont été mis en place en plafond (voûte) et reliés aux usines de ventilation situées aux extrémités d'ouvrage, mais n'étaient plus compatibles avec la nouvelle réglementation d’août 2000.
Pour pallier ce défaut, en 2005, une nouvelle ventilation latérale a été mise en place, permettant :
- accélération des courants d'air ;
- drainage possible de la voûte[7].